# Kelland O’Brien
Kelland O’Brien OAM (* 22. Mai 1998 in Kew, Victoria) ist ein australischer Radsportler.

## Sportlicher Werdegang
Nachdem sich Kelland O’Brien zunächst im BMX- und im Mountainbike ausprobiert hatte, begann er im Alter von 15 Jahren mit dem Bahnradsport. 2015 wurde er gemeinsam mit Rohan Wight im Zweier-Mannschaftsfahren Junioren-Weltmeister, in der Einerverfolgung gewann er Bronze. Zudem wurde er im selben Jahr australischer Meister der Elite im Omnium. Im Jahr darauf errang er mit Cameron Scott bei den Junioren-Weltmeisterschaften Bronze im Madison.
2017 startete O’Brien mit der australischen Mannschaft bei den Bahnweltmeisterschaften in Hongkong. In der Mannschaftsverfolgung wurde er gemeinsam mit Cameron Meyer, Alexander Porter, Nicholas Yallouris, Sam Welsford und Rohan Wight Weltmeister und Dritter in der Einerverfolgung. Bei den Ozeanienmeisterschaften im selben Jahr holte er zwei Titel, im Zweier-Mannschaftsfahren und in der Mannschaftsverfolgung und errang zudem die Bronzemedaille in der Einerverfolgung. In den folgenden Jahren wurde er weitere Male Ozeanienmeister in verschiedenen Disziplinen. 2019 wurde der australische Vierer mit Kelland O’Brien Weltmeister in der Mannschaftsverfolgung. 2021 wurde er australischer Vize-Meister im Straßenrennen, im Einzelzeitfahren belegte er Platz drei. Bei den Olympischen Spielen in Tokio errang er (gemeinsam mit Sam Welsford, Leigh Howard, Alexander Porter und Lucas Plapp) die Bronzemedaille in der Mannschaftsverfolgung. 2023 wurde er australischer Meister im Kriterium. Bei den Olympischen Spielen 2024 in Paris gewann er die Goldmedaille in der Mannschaftsverfolgung. 
Für seine Verdienste um den Sport als Goldmedaillengewinner bei den Olympischen Spielen 2024 in Paris wurde er 2025 mit der Medaille des Order of Australia ausgezeichnet.

## Erfolge

### Bahn
2015
- Junioren-Weltmeister – Zweier-Mannschaftsfahren (mit Rohan Wight)
- Junioren-Weltmeisterschaft – Einerverfolgung
- Australischer Meister – Omnium

2016
- Junioren-Weltmeisterschaft – Zweier-Mannschaftsfahren (mit Cameron Scott)

2017
- Weltmeister – Mannschaftsverfolgung (mit Cameron Meyer, Alexander Porter, Nicholas Yallouris, Sam Welsford und Rohan Wight)
- Weltmeisterschaft – Einerverfolgung
- Ozeanienmeister – Zweier-Mannschaftsfahren (mit Callum Scotson), Mannschaftsverfolgung (mit Alexander Porter, Sam Welsford und Callum Scotson)
- Ozeanienmeisterschaft – Einerverfolgung

2017/18
- Ozeanienmeister – Mannschaftsverfolgung (mit Jordan Kerby, Nicholas Yallouris und Leigh Howard)
- Ozeanienmeisterschaft – Zweier-Mannschaftsfahren (mit Rohan Wight)
- Ozeanienmeisterschaft – Punktefahren

2018
- Commonwealth Games – Mannschaftsverfolgung (mit Sam Welsford, Alexander Porter und Leigh Howard)
- Bahnrad-Weltcup in Berlin – Mannschaftsverfolgung (mit Sam Welsford, Alexander Porter, Cameron Scott und Leigh Howard)
- Australischer Meister – Punktefahren

2018/19
- Ozeanienmeister – Punktefahren
- Ozeanienmeisterschaft – Omnium

2019
- Australischer Meister – Zweier-Mannschaftsfahren (mit Leigh Howard), Mannschaftsverfolgung (mit Lucas Plapp, Godfrey Slattery und Leigh Howard)
- Sechstagerennen Melbourne (mit Leigh Howard)
- Weltmeister – Mannschaftsverfolgung (mit Sam Welsford, Leigh Howard, Alexander Porter und Cameron Scott)
- Australischer Meister – Scratch
- Finale Six Day Series Brisbane (mit Leigh Howard)
- Weltcup in Brisbane – Mannschaftsverfolgung (mit Alexander Porter, Leigh Howard und Sam Welsford)

2019/20
- Ozeanienmeister – Zweier-Mannschaftsfahren (mit Sam Welsford)
- Ozeanienmeisterschaft – Scratch

2020
- Australischer Meister – Zweier-Mannschaftsfahren (mit Sam Welsford)

2021
- Olympische Spiele – Mannschaftsverfolgung (mit Sam Welsford, Leigh Howard, Alexander Porter und Lucas Plapp)

2023
- Australischer Meister – Zweier-Mannschaftsfahren (mit Graeme Frislie)

2024
- Ozeanienmeister – Scratch
- Olympische Spiele – Mannschaftsverfolgung (mit Oliver Bleddyn, Conor Leahy und Sam Welsford)

### Straße
2023
- Australischer Meister – Kriterium

## Grand Tours
| Grand Tour            | 2022 | 2023 | 2024 |
| --------------------- | ---- | ---- | ---- |
| Giro d’ItaliaGiro     | –    | –    | –    |
| Tour de FranceTour    | –    | –    | –    |
| Vuelta a EspañaVuelta | DNF  | –    | –    |